# Hamburger Sport-Verein 1996-1997
Questa voce raccoglie le informazioni riguardanti l'Hamburger Sport-Verein nelle competizioni ufficiali della stagione 1996-1997.

## Stagione
Nella stagione 1996-1997 l'Amburgo, allenato da Felix Magath e Ralf Schehr, concluse il campionato di Bundesliga al 13º posto. In Coppa di Germania l'Amburgo fu eliminato in semifinale dallo Stoccarda. In Coppa UEFA l'Amburgo fu eliminato agli ottavi di finale dal Monaco.

## Rosa
| N. |                                 | Ruolo | Calciatore          |
| -- | ------------------------------- | ----- | ------------------- |
| 1  | Germania (bandiera)             | P     | Richard Golz        |
| 2  | Svizzera (bandiera)             | D     | Stéphane Henchoz    |
| 3  | Germania (bandiera)             | D     | Matthias Rose       |
| 4  | Danimarca (bandiera)            | D     | Jakob Friis-Hansen  |
| 5  | Germania (bandiera)             | D     | Stefan Schnoor      |
| 6  | Germania (bandiera)             | C     | Jürgen Hartmann     |
| 7  | Germania (bandiera)             | C     | Sven Kmetsch        |
| 8  | Lituania (bandiera)             | A     | Valdas Ivanauskas   |
| 9  | Germania (bandiera)             | A     | Karsten Bäron       |
| 10 | Germania (bandiera)             | C     | Tobias Homp         |
| 11 | Bosnia ed Erzegovina (bandiera) | C     | Hasan Salihamidžić  |
| 12 | Germania (bandiera)             | A     | André Breitenreiter |
| 13 | Germania (bandiera)             | C     | Andreas Fischer     |
| 14 | Germania (bandiera)             | A     | Uwe Jähnig          |

| N. |                        | Ruolo | Calciatore        |
| -- | ---------------------- | ----- | ----------------- |
| 15 | Polonia (bandiera)     | D     | Paweł Wojtala     |
| 16 | Germania (bandiera)    | P     | Holger Hiemann    |
| 17 | Stati Uniti (bandiera) | A     | Michael Mason     |
| 18 | Austria (bandiera)     | C     | Markus Schopp     |
| 19 | Germania (bandiera)    | C     | Jochen Seitz      |
| 20 | Germania (bandiera)    | C     | Bernd Hollerbach  |
| 21 | Germania (bandiera)    | C     | Harald Spörl      |
| 22 | Polonia (bandiera)     | A     | Marek Saganowski  |
| 23 | Germania (bandiera)    | D     | Marko Riegel      |
| 24 | Croazia (bandiera)     | D     | Marijan Kovačević |
| 27 | Argentina (bandiera)   | C     | Rodolfo Cardoso   |
| 29 | Germania (bandiera)    | D     | Marko Kück        |
| 30 | Germania (bandiera)    | A     | Dirk Weetendorf   |
| 31 | Germania (bandiera)    | D     | Sven Wittfot      |
| 32 | Germania (bandiera)    | C     | Tibor Nadj        |

## Organigramma societario
Area tecnica
- Allenatore: Ralf Schehr
- Allenatore in seconda: Wolfgang Rolff
- Preparatore dei portieri:
- Preparatori atletici:

## Calciomercato

### Sessione estiva
| Acquisti | Acquisti           | Acquisti              | Acquisti |
| R.       | Nome               | da                    | Modalità |
| -------- | ------------------ | --------------------- | -------- |
| D        | Stefan Böger       | Gütersloh             |          |
| D        | Thomas Vogel       | Friburgo              |          |
| C        | Andreas Zeyer      | Friburgo              |          |
| C        | Rodolfo Cardoso    | Werder Brema          |          |
| C        | Jens Dowe          | Monaco 1860           |          |
| D        | Jakob Friis-Hansen | Bordeaux              |          |
| C        | Markus Schopp      | Sturm Graz            |          |
| C        | Markus Schupp      | Eintracht Francoforte |          |
| C        | Jochen Seitz       | Vikt. Aschaffenburg   |          |
| A        | Dirk Weetendorf    | TSV Pansdorf          |          |

| Cessioni | Cessioni          | Cessioni              | Cessioni |
| R.       | Nome              | a                     | Modalità |
| -------- | ----------------- | --------------------- | -------- |
| D        | Petar Hubchev     | Eintracht Francoforte |          |
| C        | Jens Dowe         | Wolverhampton         |          |
| C        | Stefan Siedschlag | Lubecca               |          |
| C        | Jörg Albertz      | Rangers               |          |
| C        | Francisco Copado  | Maiorca               |          |
| D        | Carsten Kober     | Hertha Berlino        |          |
| C        | Jordan Lečkov     | Olympique Marsiglia   |          |
| C        | Elard Ostermann   | Hannover 96           |          |

### Sessione invernale
| Acquisti | Acquisti         | Acquisti    | Acquisti |
| R.       | Nome             | da          | Modalità |
| -------- | ---------------- | ----------- | -------- |
| A        | Marek Saganowski | Feyenoord   |          |
| D        | Paweł Wojtala    | Widzew Łódź |          |

| Cessioni | Cessioni      | Cessioni | Cessioni |
| R.       | Nome          | a        | Modalità |
| -------- | ------------- | -------- | -------- |
| C        | Markus Schupp | Basilea  |          |

## Risultati

### Bundesliga

#### Girone di andata
| Arbitro: | Merk |

|                         |           |                      |
| Winkler 70’ (rig.), 76’ | Marcatori | 86’ (aut.) Kutschera |

| Arbitro: | Wack |

|                                                                |           |               |
| Bäron 4’ Friis-Hansen 12’ Spörl 27’ (rig.), 33’ Ivanauskas 80’ | Marcatori | 56’ Decheiver |

| Arbitro: | Steinborn |

|  |           |           |
|  | Marcatori | 65’ Bäron |

| Arbitro: | Buchhart |

|  |           |                                       |
|  | Marcatori | 30’ Balăkov 47’, 60’ Bobic 85’ Hagner |

| Arbitro: | Best |

|                                          |           |  |
| Villa 19’ Fischer 24’ (aut.) Nielsen 34’ | Marcatori |  |

| Arbitro: | Strampe |

|                                        |           |  |
| Bäron 45’ Schopp 47’ Breitenreiter 90’ | Marcatori |  |

| Arbitro: | Dardenne |

|                                        |           |                   |
| Bałuszyński 17’ Mamić 67’ Michalke 90’ | Marcatori | 75’ Breitenreiter |

| Arbitro: | Zerr |

|           |           |             |
| Spörl 87’ | Marcatori | 80’ Wohlert |

| Arbitro: | Fandel |

|                          |           |           |
| Zickler 7’ Nerlinger 63’ | Marcatori | 55’ Spörl |

| Arbitro: | Fleske |

|                            |           |                                    |
| Breitenreiter 6’ Bäron 37’ | Marcatori | 57’ Meißner 61’ (rig.) Breitkreutz |

| Arbitro: | Berg |

|                        |           |  |
| Wilmots 28’ Dooley 66’ | Marcatori |  |

| Arbitro: | Merk |

|                           |           |  |
| Schopp 37’ Ivanauskas 88’ | Marcatori |  |

| Brema 2 novembre 1996, ore 15:30 CET 13ª giornata | Werder Brema | 0 – 0 referto | Amburgo | Weserstadion (35 400 spett.)\| Arbitro: \| Krug \| |
| Arbitro:                                          | Krug         |               |         |                                                    |

| Arbitro: | Albrecht |

|  |           |                  |
|  | Marcatori | 52’, 82’ Kirsten |

| Arbitro: | Wagner |

|                          |           |                             |
| Polster 3’ Gaißmayer 84’ | Marcatori | 5’ Salihamidžić 24’ Kmetsch |

| Arbitro: | Heynemann |

|            |           |           |
| Ricken 23’ | Marcatori | 79’ Bäron |

| Arbitro: | Dardenne |

|                            |           |              |
| Salihamidžić 56’ Bäron 70’ | Marcatori | 13’ Seeliger |

#### Girone di ritorno
| Arbitro: | Fröhlich |

|                              |           |                                       |
| Cardoso 57’ Spörl 75’ (rig.) | Marcatori | 68’, 84’ Borimirov 70’ (rig.) Winkler |

| Arbitro: | Koop |

|  |           |                                                  |
|  | Marcatori | 32’ Kmetsch 45’ Spörl 75’ Salihamidžić 81’ Bäron |

| Arbitro: | Jansen |

|                  |           |               |
| Spörl 20’ (rig.) | Marcatori | 62’ Akpoborie |

| Arbitro: | Berg |

|                                     |           |             |
| Élber 3’, 70’ Verlaat 35’ Bobic 37’ | Marcatori | 9’ Hartmann |

| Arbitro: | Krug |

|                       |           |                    |
| Salihamidžić 56’, 74’ | Marcatori | 89’ (rig.) Lupescu |

| Arbitro: | Weber |

|                           |           |                               |
| Pisarev 80’ Scharping 90’ | Marcatori | 11’ Breitenreiter 85’ Kmetsch |

| Arbitro: | Zerr |

|                                    |           |                     |
| Salihamidžić 29’ Breitenreiter 90’ | Marcatori | 25’ Donkov 75’ Reis |

| Arbitro: | Aust |

|          |           |                |
| Vana 53’ | Marcatori | 54’ Ivanauskas |

| Arbitro: | Heynemann |

|  |           |                                     |
|  | Marcatori | 16’ Klinsmann 43’ Basler 64’ Helmer |

| Arbitro: | Merk |

|           |           |                  |
| Reina 13’ | Marcatori | 25’ Salihamidžić |

| Arbitro: | Stark |

|             |           |  |
| Kmetsch 29’ | Marcatori |  |

| Arbitro: | Albrecht |

|                             |           |           |
| Schroth 10’, 13’ Keller 89’ | Marcatori | 4’ Schopp |

| Arbitro: | Strampe |

|                                |           |                               |
| Cardoso 6’ Spörl 19’ Mason 61’ | Marcatori | 77’ (aut.) Kovačević 90’ Bode |

| Arbitro: | Krug |

|                                            |           |  |
| Kovač 10’ Kirsten 30’, 49’, 64’ Sérgio 70’ | Marcatori |  |

| Arbitro: | Wack |

|  |           |                                    |
|  | Marcatori | 41’ Munteanu 48’, 54’, 67’ Polster |

| Arbitro: | Best |

|                     |           |              |
| Weetendorf 45’, 73’ | Marcatori | 52’ Herrlich |

| Arbitro: | Hufgard |

|                   |           |           |
| Dobrovol'skij 22’ | Marcatori | 2’ Jähnig |

### Coppa di Germania
| Arbitro: | Jansen |

|          |           |                                      |
| Ewen 70’ | Marcatori | 15’ Bäron 20’ Dowe 60’ Breitenreiter |

| Arbitro: | Steinborn |

|             |           |                                                         |
| Nielsen 89’ | Marcatori | 16’ Spörl 32’ Breitenreiter 50’ Schupp 86’ Salihamidžić |

| Arbitro: | Heynemann |

|               |           |                       |
| Borimirov 68’ | Marcatori | 65’ Schopp 80’ Schupp |

| Arbitro: | Fröhlich |

|                        |           |           |
| Schopp 39’ Cardoso 82’ | Marcatori | 63’ Közle |

| Arbitro: | Dardenne |

|                           |           |              |
| Balăkov 15’ Schneider 60’ | Marcatori | 19’ Hartmann |

### Coppa UEFA
| Arbitro: | Collina |

|  |           |                     |
|  | Marcatori | 3’ Bäron 71’ Schupp |

| Arbitro: | Žuk |

|                             |           |  |
| Bäron 24’ Breitenreiter 50’ | Marcatori |  |

| Arbitro: | Hauge |

|                                          |           |  |
| Breitenreiter 8’ Bäron 39’ Kovačević 58’ | Marcatori |  |

| Arbitro: | Roca |

|                                  |           |                         |
| Meleshin 10’ Tichonov 42’ (rig.) | Marcatori | 29’ Schupp 73’ Hartmann |

| Arbitro: | Frisk |

|                                      |           |  |
| Anderson 49’ Ikpeba 71’ Blondeau 76’ | Marcatori |  |

| Arbitro: | Marin |

|  |           |                                |
|  | Marcatori | 64’ Ikpeba 89’ (rig.) Benarbia |

## Statistiche

### Statistiche di squadra
| Competizione      | Punti | In casa | In casa | In casa | In casa | In casa | In casa | In trasferta | In trasferta | In trasferta | In trasferta | In trasferta | In trasferta | Totale | Totale | Totale | Totale | Totale | Totale | DR  |
| Competizione      | Punti | G       | V       | N       | P       | Gf      | Gs      | G            | V            | N            | P            | Gf           | Gs           | G      | V      | N      | P      | Gf     | Gs     | DR  |
| ----------------- | ----- | ------- | ------- | ------- | ------- | ------- | ------- | ------------ | ------------ | ------------ | ------------ | ------------ | ------------ | ------ | ------ | ------ | ------ | ------ | ------ | --- |
| Bundesliga        | 41    | 17      | 8       | 4       | 5       | 28      | 28      | 17           | 2            | 7            | 8            | 18           | 32           | 34     | 10     | 11     | 13     | 46     | 60     | -14 |
| Coppa di Germania | -     | 1       | 1       | 0       | 0       | 2       | 1       | 4            | 3            | 0            | 1            | 10           | 5            | 5      | 4      | 0      | 1      | 12     | 6      | +6  |
| Coppa UEFA        | -     | 3       | 2       | 0       | 1       | 5       | 2       | 3            | 1            | 1            | 1            | 4            | 5            | 6      | 3      | 1      | 2      | 9      | 7      | +2  |
| Totale            | 41    | 24      | 13      | 4       | 7       | 40      | 34      | 27           | 8            | 9            | 10           | 37           | 45           | 51     | 21     | 13     | 17     | 77     | 79     | -2  |

### Andamento in campionato
| Giornata  | 1  | 2 | 3 | 4 | 5  | 6 | 7  | 8  | 9  | 10 | 11 | 12 | 13 | 14 | 15 | 16 | 17 | 18 | 19 | 20 | 21 | 22 | 23 | 24 | 25 | 26 | 27 | 28 | 29 | 30 | 31 | 32 | 33 | 34 |
| --------- | -- | - | - | - | -- | - | -- | -- | -- | -- | -- | -- | -- | -- | -- | -- | -- | -- | -- | -- | -- | -- | -- | -- | -- | -- | -- | -- | -- | -- | -- | -- | -- | -- |
| Luogo     | T  | C | T | C | T  | C | T  | C  | T  | C  | T  | C  | T  | C  | T  | T  | C  | C  | T  | C  | T  | C  | T  | C  | T  | C  | T  | C  | T  | C  | T  | C  | C  | T  |
| Risultato | P  | V | V | P | P  | V | P  | N  | P  | N  | P  | V  | N  | P  | N  | N  | V  | P  | V  | N  | P  | V  | N  | N  | N  | P  | N  | V  | P  | V  | P  | P  | V  | N  |
| Posizione | 13 | 6 | 5 | 8 | 10 | 8 | 12 | 11 | 11 | 12 | 13 | 11 | 10 | 11 | 11 | 13 | 12 | 13 | 11 | 11 | 12 | 12 | 12 | 12 | 12 | 13 | 13 | 12 | 14 | 12 | 14 | 15 | 15 | 13 |

Legenda:

Luogo: C = Casa; T = Trasferta. Risultato: V = Vittoria; N = Pareggio; P = Sconfitta.

### Statistiche dei giocatori
| Giocatore        | Bundesliga | Bundesliga | Bundesliga  | Bundesliga | Coppa di Germania | Coppa di Germania | Coppa di Germania | Coppa di Germania | Coppa UEFA | Coppa UEFA | Coppa UEFA  | Coppa UEFA | Totale   | Totale | Totale      | Totale     |
| Giocatore        | Presenze   | Reti       | Ammonizioni | Espulsioni | Presenze          | Reti              | Ammonizioni       | Espulsioni        | Presenze   | Reti       | Ammonizioni | Espulsioni | Presenze | Reti   | Ammonizioni | Espulsioni |
| ---------------- | ---------- | ---------- | ----------- | ---------- | ----------------- | ----------------- | ----------------- | ----------------- | ---------- | ---------- | ----------- | ---------- | -------- | ------ | ----------- | ---------- |
| A. Breitenreiter | 26         | 5          | 1           | 0          | 5                 | 2                 | 0                 | 0                 | 5          | 2          | 0           | 0          | 36       | 9      | 1           | 0          |
| K. Bäron         | 25         | 7          | 1           | 0          | 3                 | 1                 | 0                 | 0                 | 5          | 3          | 0           | 0          | 33       | 11     | 1           | 0          |
| S. Böger         | 0          | 0          | 0           | 0          | 0                 | 0                 | 0                 | 0                 | 0          | 0          | 0           | 0          | 0        | 0      | 0           | 0          |
| R. Cardoso       | 20         | 2          | 1           | 0          | 2                 | 1                 | 0                 | 0                 | 0          | 0          | 0           | 0          | 22       | 3      | 1           | 0          |
| J. Dowe          | 4          | 0          | 0           | 0          | 1                 | 1                 | 0                 | 0                 | 1          | 0          | 0           | 0          | 6        | 1      | 0           | 0          |
| A. Fischer       | 31         | 0          | 3           | 1          | 5                 | 0                 | 0                 | 0                 | 6          | 0          | 0           | 0          | 42       | 0      | 3           | 1          |
| J. Friis-Hansen  | 16         | 1          | 3           | 1          | 4                 | 0                 | 1                 | 0                 | 4          | 0          | 0           | 0          | 24       | 1      | 4           | 1          |
| R. Golz          | 32         | 0          | 1           | 0          | 4                 | 0                 | 0                 | 0                 | 6          | 0          | 0           | 0          | 42       | 0      | 1           | 0          |
| J. Hartmann      | 27         | 1          | 4           | 0          | 2                 | 1                 | 0                 | 0                 | 5          | 1          | 1           | 0          | 34       | 3      | 5           | 0          |
| S. Henchoz       | 18         | 0          | 6           | 0          | 4                 | 0                 | 1                 | 0                 | 5          | 0          | 1           | 0          | 27       | 0      | 8           | 0          |
| H. Hiemann       | 2          | 0          | 0           | 0          | 1                 | 0                 | 0                 | 0                 | 0          | 0          | 0           | 0          | 3        | 0      | 0           | 0          |
| B. Hollerbach    | 16         | 0          | 3           | 0          | 3                 | 0                 | 1                 | 0                 | 4          | 0          | 2           | 0          | 23       | 0      | 6           | 0          |
| T. Homp          | 5          | 0          | 0           | 0          | 1                 | 0                 | 0                 | 0                 | 0          | 0          | 0           | 0          | 6        | 0      | 0           | 0          |
| P. Hubchev       | 3          | 0          | 1           | 0          | 0                 | 0                 | 0                 | 0                 | 1          | 0          | 0           | 0          | 4        | 0      | 1           | 0          |
| V. Ivanauskas    | 20         | 3          | 5           | 0          | 3                 | 0                 | 0                 | 1                 | 3          | 0          | 0           | 0          | 26       | 3      | 5           | 1          |
| U. Jähnig        | 2          | 1          | 0           | 0          | 0                 | 0                 | 0                 | 0                 | 0          | 0          | 0           | 0          | 2        | 1      | 0           | 0          |
| S. Kmetsch       | 32         | 4          | 10          | 1          | 5                 | 0                 | 0                 | 0                 | 6          | 0          | 0           | 0          | 43       | 4      | 10          | 1          |
| M. Kovačević     | 20         | 0          | 5           | 0          | 2                 | 0                 | 0                 | 0                 | 5          | 1          | 1           | 0          | 27       | 1      | 6           | 0          |
| M. Kück          | 1          | 0          | 0           | 0          | 0                 | 0                 | 0                 | 0                 | 0          | 0          | 0           | 0          | 1        | 0      | 0           | 0          |
| M. Mason         | 3          | 1          | 1           | 0          | 0                 | 0                 | 0                 | 0                 | 1          | 0          | 0           | 0          | 4        | 1      | 1           | 0          |
| T. Nadj          | 1          | 0          | 0           | 0          | 0                 | 0                 | 0                 | 0                 | 0          | 0          | 0           | 0          | 1        | 0      | 0           | 0          |
| M. Riegel        | 3          | 0          | 0           | 0          | 0                 | 0                 | 0                 | 0                 | 0          | 0          | 0           | 0          | 3        | 0      | 0           | 0          |
| M. Rose          | 2          | 0          | 0           | 0          | 0                 | 0                 | 0                 | 0                 | 0          | 0          | 0           | 0          | 2        | 0      | 0           | 0          |
| M. Saganowski    | 3          | 0          | 0           | 0          | 1                 | 0                 | 0                 | 0                 | 0          | 0          | 0           | 0          | 4        | 0      | 0           | 0          |
| H. Salihamidžić  | 32         | 7          | 6           | 0          | 4                 | 1                 | 2                 | 0                 | 5          | 0          | 0           | 1          | 41       | 8      | 8           | 1          |
| S. Schnoor       | 21         | 0          | 4           | 1          | 3                 | 0                 | 0                 | 0                 | 3          | 0          | 1           | 0          | 27       | 0      | 5           | 1          |
| M. Schopp        | 27         | 3          | 5           | 0          | 5                 | 2                 | 0                 | 0                 | 6          | 0          | 0           | 0          | 38       | 5      | 5           | 0          |
| M. Schupp        | 16         | 0          | 0           | 0          | 4                 | 2                 | 1                 | 0                 | 4          | 2          | 1           | 1          | 24       | 4      | 2           | 1          |
| J. Seitz         | 4          | 0          | 1           | 0          | 2                 | 0                 | 0                 | 0                 | 0          | 0          | 0           | 0          | 6        | 0      | 1           | 0          |
| H. Spörl         | 26         | 8          | 2           | 1          | 3                 | 1                 | 0                 | 0                 | 4          | 0          | 0           | 0          | 33       | 9      | 2           | 1          |
| T. Vogel         | 0          | 0          | 0           | 0          | 0                 | 0                 | 0                 | 0                 | 0          | 0          | 0           | 0          | 0        | 0      | 0           | 0          |
| D. Weetendorf    | 3          | 2          | 0           | 0          | 0                 | 0                 | 0                 | 0                 | 0          | 0          | 0           | 0          | 3        | 2      | 0           | 0          |
| S. Wittfot       | 2          | 0          | 0           | 0          | 0                 | 0                 | 0                 | 0                 | 0          | 0          | 0           | 0          | 2        | 0      | 0           | 0          |
| P. Wojtala       | 12         | 0          | 2           | 1          | 1                 | 0                 | 1                 | 0                 | 0          | 0          | 0           | 0          | 13       | 0      | 3           | 1          |
| A. Zeyer         | 0          | 0          | 0           | 0          | 0                 | 0                 | 0                 | 0                 | 0          | 0          | 0           | 0          | 0        | 0      | 0           | 0          |